# Universitätskrankenhaus Motol

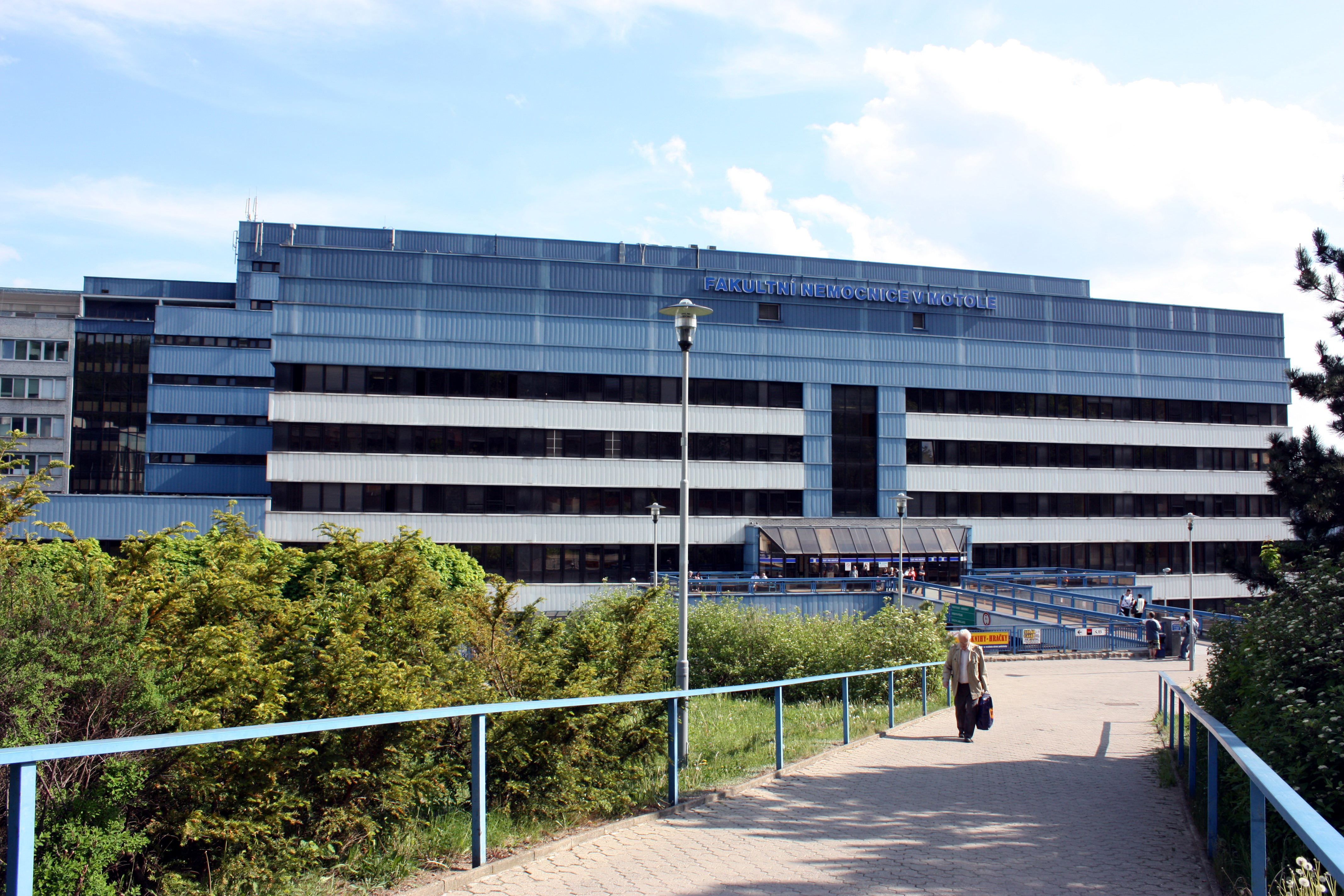
Das Universitätsklinikum Motol in Prag

Das Universitätsklinikum Motol (tschechisch Fakultní nemocnice v Motole), abgekürzt UKM (tschechisch FNM), ist ein Krankenhaus der Maximalversorgung in Prag. Das Universitätsklinikum ist das größte Krankenhaus Tschechiens und hat über 6000 Mitarbeiter (Stand 2015).
Es wurde am 1. Januar 1971 gegründet und liegt in Prag 5 im Westen der Stadt. Direkt vor dem Gebäude befindet sich die nach dem Krankenhaus benannte Metrostation Nemocnice Motol der Linie A.